# Ministerio del Ambiente, Agua y Transición Ecológica
El Ministerio de Ambiente, Agua y Transición Ecológica (MAATE) es la cartera de Estado o ministerio encargada de la política ambiental del Ecuador.
Es la autoridad ambiental del Ecuador, que ejerce el rol rector de la gestión ambiental, que permita garantizar un ambiente sano y ecológicamente equilibrado con el objetivo de hacer del país, una nación que conserva y usa sustentablemente su biodiversidad, mantiene y mejora su calidad ambiental, promoviendo el desarrollo sustentable y la justicia social, reconociendo al agua, suelo y aire como recursos naturales estratégicos.

## Historia
El Ministerio del Medio Ambiente del Ecuador, fue creado por el presidente Abdalá Bucaram, el 4 de octubre de 1996 mediante decreto ejecutivo mismo que fue elaborado en la casa de un presidente de una Fundación ambientalista.
El 28 de enero de 1999, se fusionan mediante el Decreto Ejecutivo n. 505 en una sola entidad el Ministerio de Medio Ambiente y el Instituto Ecuatoriano Forestal y de Áreas Naturales y Vida Silvestre (INEFAN), dando como entidad resultante el Ministerio de Medio Ambiente posteriormente llamado Ministerio del Ambiente del Ecuador (MAE).
Durante el mandato de Rafael Correa, mediante Decreto Ejecutivo n. 1088 del 15 de mayo de 2008, se reorganizó el Consejo Nacional de Recursos Hídricos (CNRH) para crear la Secretaría Nacional del Agua (SENAGUA), como Autoridad Única del Agua del Ecuador. La SENAGUA fusionó mediante absorción varias instituciones de desarrollo local en materia de recursos hídricos, como la Comisión de Estudios para el Desarrollo de la Cuenca del Río Guayas (CEDEGE), la Corporación Reguladora del Manejo Hídrico de Manabí (CRM), el Centro de Desarrollo del Norte de Manabí (CEDEM) y el Consejo de Gestión de Aguas de la Cuenca del Paute (CG-PAUTE).
El 3 de octubre de 2018, el presidente Lenín Moreno expidió el Decreto Ejecutivo 533 para la fusión de Ministerio del Ambiente y la Secretaría del Agua pero, al cumplirse los 90 días para hacerlo, el MAE y la Senagua no se fusionaron.
Alrededor de un año y medio año después, el 4 de marzo de 2020, mediante el Decreto Ejecutivo 1007, Moreno ordenó nuevamente la fusión del Ministerio del Ambiente y la Secretaría del Agua, creando el Ministerio de Ambiente y Agua (MAAE).  El Gobierno ya tenía la intención de que una sola institución pública se encargue de la política ambiental en Ecuador.
Como estrategia gubernamental para impulsar la Transición Ecológica en Ecuador, el día 5 de junio de 2021 desde Bucay, el presidente Guillermo Lasso emitió el Decreto Ejecutivo nro. 59, que redenomina a esta cartera de Estado como Ministerio del Ambiente, Agua y Transición Ecológica (MAATE); cuyo objetivo es lograr un desarrollo sostenible respetando los derechos de la naturaleza.
Dentro de un plan de eficiencia administrativa, el gobierno de Daniel Noboa decidió la desvinculación de 5000 servidores públicos y la reducción de la Función Ejecutiva del Estado Ecuatoriano, pasando de 20 a 14 ministerios y de 9 a 3 secretarías de estado.  Dicha decisión fue cristalizada mediante Decreto Ejecutivo nro. 60 del 24 de julio de 2025; y dentro de los cambios se fusionó el Ministerio de Ambiente, Agua y Transición Ecológica al Ministerio de Energía y Minas.  Las ministras a cargo de ambas carteras de estado María Luisa Cruz e Inés Manzano se reunieron el 8 de agosto de 2025, para empezar la fusión contemplada, señalando que la nueva cartera fusionada se denominaría Ministerio de Ambiente y Energía.

## Organismos Adscritos

### Agencias de Regulación y Control
- Agencia de Regulación y Control del Agua (ARCA)
- Agencia de Regulación y Control de la Bioseguridad y Cuarentena para Galápagos (ABG)

### Empresas Públicas
- Empresa Pública de Agua (EPA-EP)
- Servicio Nacional de Áreas Protegidas (SNAP-EP)

### Institutos
- Instituto Nacional de Meteorología e Hidrología (INAMHI)
- Instituo Nacional de Biodiversidad (INABIO)